# Campeonato Sudamericano Femenino de Fútbol Sub-17
El Campeonato Sudamericano Femenino Sub-17 (en portugués Campeonato Sul-Americano de Futebol Feminino Sub-17), estilizado como CONMEBOL Sub17 Femenina, es una competición internacional de fútbol para mujeres menores de 17 años en Sudamérica. Su organización está a cargo de la Confederación Sudamericana de Fútbol (Conmebol). El torneo clasifica al campeón, al subcampeón y al tercero a la Copa Mundial Femenina de Fútbol Sub-17.

## Resultados
| Año          | Sede      | Campeón   | Resultado | Segundo lugar | Tercero lugar | Final Resultado | Cuarto lugar |
| ------------ | --------- | --------- | --------- | ------------- | ------------- | --------------- | ------------ |
| 2008 Detalle | Chile     | Colombia  | Lig.      | Brasil        | Paraguay      | Lig.            | Argentina    |
| 2010 Detalle | Brasil    | Brasil    | 7:0       | Chile         | Venezuela     | 1:0             | Paraguay     |
| 2012 Detalle | Bolivia   | Brasil    | Lig.      | Uruguay       | Colombia      | Lig.            | Argentina    |
| 2013 Detalle | Paraguay  | Venezuela | Lig.      | Colombia      | Paraguay      | Lig.            | Chile        |
| 2016 Detalle | Venezuela | Venezuela | Lig.      | Brasil        | Paraguay      | Lig.            | Colombia     |
| 2018 Detalle | Argentina | Brasil    | Lig.      | Colombia      | Uruguay       | Lig.            | Venezuela    |
| 2022 Detalle | Uruguay   | Brasil    | Lig.      | Colombia      | Chile         | Lig.            | Paraguay     |
| 2024 Detalle | Paraguay  | Brasil    | Lig.      | Colombia      | Ecuador       | Lig.            | Paraguay     |
| 2025 Detalle | Colombia  | Paraguay  | Lig.      | Brasil        | Ecuador       | Lig.            | Colombia     |

## Palmarés
| Equipo    | Campeón                          | Subcampeón                 | Tercer lugar         | Cuarto lugar         |
| --------- | -------------------------------- | -------------------------- | -------------------- | -------------------- |
| Brasil    | 5 (2010, 2012, 2018, 2022, 2024) | 3 (2008, 2016, 2025)       |                      |                      |
| Venezuela | 2 (2013, 2016)                   |                            | 1 (2010)             | 1 (2018)             |
| Colombia  | 1 (2008)                         | 4 (2013, 2018, 2022, 2024) | 1 (2012)             | 2 (2016, 2025)       |
| Paraguay  | 1 (2025)                         |                            | 3 (2008, 2013, 2016) | 3 (2010, 2022, 2024) |
| Chile     |                                  | 1 (2010)                   | 1 (2022)             | 1 (2013)             |
| Uruguay   |                                  | 1 (2012)                   | 1 (2018)             |                      |
| Ecuador   |                                  |                            | 2 (2024, 2025)       |                      |
| Argentina |                                  |                            |                      | 2 (2008, 2012)       |

## Selecciones de Conmebol participantes la Copa Mundial Femenina de Fútbol Sub-17
| País      | Part. | Mundiales                                      |
| --------- | ----- | ---------------------------------------------- |
| Brasil    | 8     | 2008, 2010, 2012, 2016, 2018, 2022, 2024, 2025 |
| Colombia  | 7     | 2008, 2012, 2014, 2018, 2022, 2024, 2025       |
| Paraguay  | 4     | 2008, 2014, 2016, 2025                         |
| Venezuela | 3     | 2010, 2014, 2016                               |
| Uruguay   | 2     | 2012, 2018                                     |
| Chile     | 2     | 2010, 2022                                     |
| Ecuador   | 2     | 2024, 2025                                     |
| Argentina | 0     |                                                |
| Bolivia   | 0     |                                                |
| Perú      | 0     |                                                |

## Tabla estadística
Actualizado hasta el Sudamericano de 2025
|      | Equipo    |     | Resultados | Resultados | Resultados | Resultados | Resultados | Resultados | Resultados | Resultados | Resultados | Participación | Participación | Participación | Participación | Participación | Participación | Participación | Participación | Participación |
| Pts. | Equipo    | PJ  | PG         | PE         | PP         | GF         | GC         | GD         | Rnd.       | 08         | 10         | 12            | 13            | 16            | 18            | 22            | 24            | 25            |               |               |
| ---- | --------- | --- | ---------- | ---------- | ---------- | ---------- | ---------- | ---------- | ---------- | ---------- | ---------- | ------------- | ------------- | ------------- | ------------- | ------------- | ------------- | ------------- | ------------- | ------------- |
| 1    | Brasil    | 154 | 61         | 49         | 7          | 5          | 201        | 36         | +165       | 84,62%     |            |               |               | 5.°           |               |               |               |               |               |               |
| 2    | Colombia  | 112 | 62         | 34         | 10         | 18         | 118        | 59         | +59        | 60,22%     |            | 7.°           |               |               | 4.°           |               |               |               | 4.°           |               |
| 3    | Paraguay  | 88  | 58         | 26         | 10         | 22         | 116        | 101        | +15        | 50,57%     |            | 4.°           | 8.°           |               |               | 6.°           | 4.°           | 4.°           |               |               |
| 4    | Venezuela | 76  | 47         | 23         | 7          | 17         | 89         | 70         | +19        | 53,90%     | 9.°        |               | 5.°           |               |               | 4.°           | 8.°           | 9.°           | 8.°           |               |
| 5    | Chile     | 58  | 49         | 15         | 13         | 21         | 68         | 85         | -17        | 39,46%     | 6.°        |               | 10.°          | 4.°           | 6.°           | 5.°           |               | 5.°           | 5.°           |               |
| 6    | Uruguay   | 56  | 42         | 17         | 5          | 20         | 56         | 70         | -14        | 44,44%     | 8.°        | 9.°           |               | 9.°           | 5.°           |               | 7.°           | 6.°           | 9.°           |               |
| 7    | Argentina | 53  | 42         | 14         | 11         | 17         | 55         | 70         | -15        | 42,06%     | 4.°        | 5.°           | 4.°           | 7.°           | 9.°           | 7.°           | 5.°           | 7.°           | 7.°           |               |
| 8    | Ecuador   | 48  | 44         | 13         | 9          | 22         | 61         | 91         | -30        | 36,36%     | 7.°        | 10.°          | 6.°           | 8.°           | 7.°           | 9.°           | 6.°           |               |               |               |
| 9    | Perú      | 26  | 41         | 8          | 2          | 31         | 28         | 121        | -93        | 21,14%     | 5.°        | 8.°           | 9.°           | 10.°          | 8.°           | 8.°           | 9.°           | 8.°           | 6.°           |               |
| 10   | Bolivia   | 14  | 36         | 4          | 2          | 30         | 24         | 113        | -89        | 12,96%     | 10.°       | 5.°           | 7.°           | 6.°           | 10.°          | 10.°          | 10.°          | 10.°          | 10.°          |               |

### Goleadoras
| Edición        | Goleadora                    | Goles |
| -------------- | ---------------------------- | ----- |
| Chile 2008     | Karen Ruiz                   | 7     |
| Brasil 2010    | Glaucia Cristiano            | 7     |
| Bolivia 2012   | Yamila Badell                | 9     |
| Paraguay 2013  | Gabriela García              | 8     |
| Venezuela 2016 | Deyna Castellanos            | 12    |
| Argentina 2018 | Maireth Pérez                | 7     |
| Uruguay 2022   | Jhonson                      | 9     |
| Paraguay 2024  | Juju Harris Giovanna Waksman | 5     |
| Colombia 2025  | Claudia Martínez             | 10    |

### Premio al juego limpio
| Edición        | Equipo    |
| -------------- | --------- |
| Chile 2008     | Paraguay  |
| Brasil 2010    | No hubo   |
| Bolivia 2012   | Brasil    |
| Paraguay 2013  | Chile     |
| Venezuela 2016 | Brasil    |
| Argentina 2018 | Venezuela |